# Bathysolea profundicola
Bathysolea profundicola es una especie de pez de la familia Soleidae en el orden de los Pleuronectiformes.

## Morfología
Tiene entre 43 y 46 vértebras.

## Alimentación
Come poliquetos y anfípodos.

## Hábitat
Vive en los fondos barroosos de la plataforma continental entre los 200-1350 m de profundidad.

## Distribución geográfica
Se encuentra en las  costas del  Atlántico oriental (desde el sur de Irlanda hasta Angola, incluyendo las Canarias) y penetra en el Mediterráneo pero no forma  poblaciones abundantes (Sicilia, Córcega ).